# Settimana Ciclistica Lombarda 2001
La Settimana Ciclistica Lombarda 2001, trentunesima edizione della corsa, si svolse dal 18 al 22 aprile su un percorso di 914 km ripartiti in 5 tappe, con partenza a Bergamo e arrivo a Clusone. Fu vinta dall'ucraino Serhij Hončar della Liquigas-Pata davanti al francese Pascal Hervé e al francese Didier Rous.

## Tappe
| Tappa  | Data      | Percorso                        | km    | Vincitore di tappa  | Leader cl. generale |
| ------ | --------- | ------------------------------- | ----- | ------------------- | ------------------- |
| 1ª     | 18 aprile | Bergamo > Darfo Boario Terme    | 184,6 | Paolo Valoti        | Paolo Valoti        |
| 2ª     | 19 aprile | Alzate Brianza > Alzate Brianza | 187   | Alessandro Petacchi | Stefan Rütimann     |
| 3ª     | 20 aprile | Stezzano > Selvino              | 181,9 | Serhij Hončar       | Serhij Hončar       |
| 4ª     | 21 aprile | Roncadelle > Roncadelle         | 188,7 | Thomas Liese        | Serhij Hončar       |
| 5ª     | 22 aprile | Colzate > Clusone               | 171,4 | Alessandro Petacchi | Serhij Hončar       |
| Totale | Totale    | Totale                          | 914   |                     |                     |

## Dettagli delle tappe

### 1ª tappa
- 18 aprile: Bergamo > Darfo Boario Terme – 184,6 km

| Pos. | Corridore       | Squadra       | Tempo    |
| ---- | --------------- | ------------- | -------- |
| 1    | Paolo Valoti    | Alessio       | 4h26'35" |
| 2    | Vladimir Duma   | Panaria       | a 2"     |
| 3    | Stefan Rütimann | Tacconi Sport | s.t.     |

| Pos. | Corridore    | Squadra | Tempo    |
| ---- | ------------ | ------- | -------- |
| 1    | Paolo Valoti | Alessio | 4h26'25" |

### 2ª tappa
- 19 aprile: Alzate Brianza > Alzate Brianza – 187 km

| Pos. | Corridore           | Squadra       | Tempo    |
| ---- | ------------------- | ------------- | -------- |
| 1    | Alessandro Petacchi | Fassa Bortolo | 4h00'26" |
| 2    | Fred Rodriguez      | Domo          | s.t.     |
| 3    | Sergej Jakovlev     | Cantina Tollo | s.t.     |

| Pos. | Corridore       | Squadra       | Tempo    |
| ---- | --------------- | ------------- | -------- |
| 1    | Stefan Rütimann | Tacconi Sport | 8h27'03" |

### 3ª tappa
- 20 aprile: Stezzano > Selvino – 181,9 km

| Pos. | Corridore       | Squadra       | Tempo    |
| ---- | --------------- | ------------- | -------- |
| 1    | Serhij Hončar   | Liquigas-Pata | 4h47'20" |
| 2    | Sergej Jakovlev | Cantina Tollo | a 24"    |
| 3    | Pascal Hervé    | Alexia        | s.t.     |

| Pos. | Corridore     | Squadra       | Tempo     |
| ---- | ------------- | ------------- | --------- |
| 1    | Serhij Hončar | Liquigas-Pata | 13h15'11" |

### 4ª tappa
- 21 aprile: Roncadelle > Roncadelle – 188,7 km

| Pos. | Corridore          | Squadra       | Tempo    |
| ---- | ------------------ | ------------- | -------- |
| 1    | Thomas Liese       | Nürnberger    | 4h08'02" |
| 2    | Serhij Hončar      | Liquigas-Pata | s.t.     |
| 3    | Giuseppe Di Grande | Tacconi Sport | a 1'31"  |

| Pos. | Corridore     | Squadra       | Tempo     |
| ---- | ------------- | ------------- | --------- |
| 1    | Serhij Hončar | Liquigas-Pata | 17h23'13" |

### 5ª tappa
- 22 aprile: Colzate > Clusone – 171,4 km

| Pos. | Corridore           | Squadra       | Tempo    |
| ---- | ------------------- | ------------- | -------- |
| 1    | Alessandro Petacchi | Fassa Bortolo | 4h10'08" |
| 2    | Romāns Vainšteins   | Domo          | s.t.     |
| 3    | Giuseppe Di Grande  | Tacconi Sport | s.t.     |

| Pos. | Corridore     | Squadra       | Tempo     |
| ---- | ------------- | ------------- | --------- |
| 1    | Serhij Hončar | Liquigas-Pata | 21h33'21" |
| 2    | Pascal Hervé  | Alexia        | a 1'45"   |
| 3    | Didier Rous   | Bonjour       | a 1'55"   |

## Classifiche finali

### Classifica generale
| Pos. | Corridore         | Squadra            | Tempo     |
| ---- | ----------------- | ------------------ | --------- |
| 1    | Serhij Hončar     | Liquigas-Pata      | 21h33'21" |
| 2    | Pascal Hervé      | Alexia Alluminio   | a 1'45"   |
| 3    | Didier Rous       | Bonjour            | a 1'55"   |
| 4    | Franco Pellizotti | Alessio            | s.t.      |
| 5    | Filippo Simeoni   | Cantina Tollo      | s.t.      |
| 6    | Benoît Salmon     | AG2R Prévoyance    | a 2'41"   |
| 7    | Dario David Cioni | Mapei-Quick Step   | a 2'45"   |
| 8    | Mauro Zanetti     | Alessio            | a 2'57"   |
| 9    | Rafael Mateos     | Team Colpack-Astro | s.t.      |
| 10   | Sergej Jakovlev   | Cantina Tollo      | a 3'04"   |